# María Nueve-Iglesias Serna
María Nueve-Iglesias Serna (Albacete, España; 8 de febrero de 1886 - Castellón de la Plana, España; 1968) fue una pintora e ilustradora española.

## Trayectoria
Hija de Luisa Serna Sebastián y del militar Luis Nueve-Iglesias López, cuando tenía 16 años quedó huérfana de padre. Se formó en el estudio de Vicente Castell, pintor de estilo costumbrista. Trabajó en la Escuela de Bella Artes de Sevilla, donde tuvo por maestro al pintor Gonzalo Bilbao.
En 1918 presentó un dibujo en la revista Blanco y Negro titulado Mirando a lo lejos que se publicó como portada el 1 de septiembre.
Se ganó la vida vendiendo copias de los grandes maestros que realizaba en el Museo del Prado. Entre 1920 y 1929 realizó más de 60 copias de artista, especialmente Velázquez, Goya, Rubens, Tiziano, Paolo Veronese, Murillo y el Greco.
Al estar inscrita en la Asociación Española de Pintores y Escultores participó en los Salones de Otoño exponiendo en 1925, un óleo titulado Pensativa y dos acuarelas, Marina e Iglesia de Castellón. En 1927, expuso la obra titulada Tierras de Castilla y en 1932, presentó el cuadro Procesión en el pueblo. Al 13 Salón de Otoño acudió con dos óleos, Paisaje de Castellón de la Plana y El abuelo, y una acuarela Chiquillos que fueron reseñadas en los periódicos. Finalmente, en 1935, expuso en el 15 Salón de Otoño y en la Exposición Nacional de Bellas Artes.
Nueve Iglesias también contó con proyección internacional, exponiendo en México en dos ocasiones. En 1925 en una exposición de Arte español en México organizada por Miguel Sierra Escudero y en 1937 expuso en la Casa Carola de Ciudad de México.
En 1944 fue la primera mujer que expuso en Castellón, en el Salón del Círculo Antiguo Cultural. Su trabajo se centró en bodegones, paisajes, retratos y obras religiosas de gran formato. Formó una academia de pintura en su ciudad natal.
En 2019 fue incluida en la exposición colectiva Dibujantas, pioneras de la Ilustración en el Museo ABC.